# Luciano Caveri
Luciano Caveri (ur. 25 grudnia 1958 w Aoście) – włoski polityk, samorządowiec, dziennikarz. Deputowany przez cztery kadencje, poseł do Parlamentu Europejskiego V kadencji, były prezydent Dolnej Aosty.

## Życiorys
Kształcił się w zakresie nauk politycznych. Pracował w różnych stacjach radiowych. W 1980 został zawodowym dziennikarzem. Od 1980 był na stałe zatrudniony w RAI, angażując się jednocześnie w działalność związkową. W międzyczasie przystąpił do regionalnej partii politycznej Union Valdôtaine.
W 1987 po raz pierwszy został wybrany do Izby Deputowanych z okręgu wyborczego Dolna Aosta. W 1992, 1994 i 1996 uzyskiwał reelekcję. Łącznie w niższej izbie włoskiego parlamentu zasiadał przez 14 lat jako poseł X, XI, XII i XIII kadencji, w którym m.in. pełnił funkcję przewodniczącego i sekretarza grupy łączonej. Od 1999 do 2000 był jednocześnie podsekretarzem stanu w urzędzie premiera w rządzie Massima D’Alemy.
W 2000 objął mandat posła do Parlamentu Europejskiego V kadencji, uzyskany w ramach porozumienia UV z Demokratami. Należał do grupy liberalnej, przez półtora roku był przewodniczącym Komisji Polityki Regionalnej, Transportu i Turystyki.
Z PE odszedł w 2003, obejmując stanowisko asesora ds. turystyki, sportu, handlu, transportu i stosunków europejskich w administracji regionu autonomicznego Dolna Aosta (Valle d’Aosta). W 2005 został prezydentem tego regionu, urząd ten sprawował przez trzy lata. W 2008 kolejny raz objął mandat radnego rady regionalnej.